# The Cosby Show
The Cosby Show é uma sitcom criada (juntamente com Ed. Weinberger e Michael J. Leeson) e estrelada por Bill Cosby. Transmitida originalmente pela NBC, a série foi ao ar de 20 de setembro de 1984 a 30 de abril de 1992, totalizando 201 episódios de meia hora ao longo de oito temporadas, incluindo um especial de erros de gravação. A trama gira em torno da família Huxtable, uma família afro-americana de classe média alta que reside no Brooklyn, Nova Iorque. A série foi inspirada nas rotinas cômicas apresentadas por Cosby em seu stand-up, as quais, por sua vez, foram baseadas em sua própria vida familiar. Além disso, gerou uma obra derivada intitulada A Different World, que foi transmitida de 24 de setembro de 1987 a 9 de julho de 1993, contando com seis temporadas e 144 episódios.
A revista TV Guide classificou a série como o "maior sucesso da TV na década de 1980", atribuindo-lhe quase sozinha o mérito de ter revivido o gênero de sitcom e aumentado significativamente as audiências da NBC. Além disso, a revista posicionou a série em 28.º lugar em sua lista dos 50 melhores programas e, em 2014, Cliff Huxtable foi reconhecido como o "melhor pai da televisão". Em maio de 1992, a Entertainment Weekly afirmou que The Cosby Show contribuiu para a diversidade televisiva, proporcionando espaço para programas com elencos predominantemente negros, como In Living Color e The Fresh Prince of Bel-Air.
Ao longo de cinco temporadas consecutivas, The Cosby Show liderou as classificações de televisão como o programa número um, sendo junto com All in the Family, a única sitcom a alcançar esse feito na história das avaliações da Nielsen.

## Premissa
O programa foca-se na família Huxtable, uma família afro-americana de classe média alta, residente em uma casa brownstone em Brooklyn Heights, Nova Iorque. O pai, Cliff Huxtable, é um obstetra e filho de um renomado trombonista de jazz. A mãe, Clair Huxtable, é advogada. A família ainda é composta por quatro filhas e um filho: Sondra, Denise, Theo, Vanessa e Rudy. Apesar do tom cômico, o programa aborda ocasionalmente temas sérios, como as experiências de Theo ao lidar com a dislexia, inspiradas no filho disléxico de Cosby, Ennis, e a gravidez na adolescência, quando Veronica (interpretada por Lela Rochon), amiga de Denise, fica grávida.

## Episódios
The Cosby Show foi transmitida originalmente pela NBC entre 20 de setembro de 1984 e 30 de abril de 1992, totalizando 201 episódios ao longo de oito temporadas, incluindo um especial de erros de gravação.
| Temporada | Temporada | Episódios | Episódios | Originalmente exibido  | Originalmente exibido |
| Temporada | Temporada | Episódios | Episódios | Estreia da temporada   | Final da temporada    |
| --------- | --------- | --------- | --------- | ---------------------- | --------------------- |
|           | 1         | 24        | 24        | 20 de setembro de 1984 | 9 de maio de 1985     |
|           | 2         | 25        | 25        | 26 de setembro de 1985 | 15 de maio de 1986    |
|           | 3         | 25        | 25        | 25 de setembro de 1986 | 7 de maio de 1987     |
|           | 4         | 24        | 24        | 24 de setembro de 1987 | 28 de abril de 1988   |
|           | 5         | 26        | 26        | 6 de outubro de 1988   | 11 de maio de 1989    |
|           | 6         | 26        | 26        | 21 de setembro de 1989 | 3 de maio de 1990     |
|           | 7         | 26        | 26        | 20 de setembro de 1990 | 2 de maio de 1991     |
|           | 8         | 25        | 25        | 19 de setembro de 1991 | 30 de abril de 1992   |

## Produção

### Concepção e desenvolvimento
Nos primeiros anos da década de 1980, Marcy Carsey e Tom Werner, ex-executivos da American Broadcasting Company, deixaram a rede para fundar sua própria empresa de produção, a Carsey-Werner Company. Durante seu tempo na ABC, eles haviam supervisionado a produção de sitcoms como Mork & Mindy, Three's Company e Welcome Back, Kotter. Reconhecendo a necessidade de um nome de peso por trás de um novo projeto para sua empresa recém-criada, voltaram sua atenção para Bill Cosby. Cosby havia ganhado destaque com sua comédia stand-up e estrelado diversos projetos na TV e no cinema nas décadas de 1960 e 1970, embora sua carreira estivesse relativamente estagnada no início da década de 1980. Apesar da relação de Carsey e Werner com a ABC, o então presidente da rede, Lewis Erlicht, recusou a proposta para o novo programa. Isso levou os produtores a apresentarem a ideia à rede concorrente, NBC.[carece de fontes?]
Na época, Cosby estava envolvido principalmente com seu trabalho na série de desenhos animados Fat Albert and the Cosby Kids, com poucos projetos significativos em cinema ou televisão. No entanto, Carsey e Werner admiravam o talento dele no stand-up e viam potencial para adaptar seu estilo para uma sitcom familiar. Inicialmente, Cosby propôs que o casal protagonista da série tivesse empregos de classe trabalhadora, com o pai sendo motorista de limusine e a mãe sendo eletricista. Entretanto, com a orientação de sua esposa, Camille Cosby, o conceito foi modificado para retratar a família como financeiramente próspera, com a mãe exercendo a profissão de advogada e o pai sendo médico.
Cosby estava determinado a fazer do programa uma ferramenta educacional, refletindo sua própria formação em educação. Ele também insistiu que a produção fosse realizada na cidade de Nova Iorque, em vez de Los Angeles, onde a maioria das produções televisivas ocorria. A fachada da casa dos Huxtable foi filmada na 10 St. Luke's Place, próxima à 7.ª Avenida, no bairro Greenwich Village de Manhattan, embora no programa a residência fosse representada como a fictícia "Avenida Stigwood, número 10".

### Notas

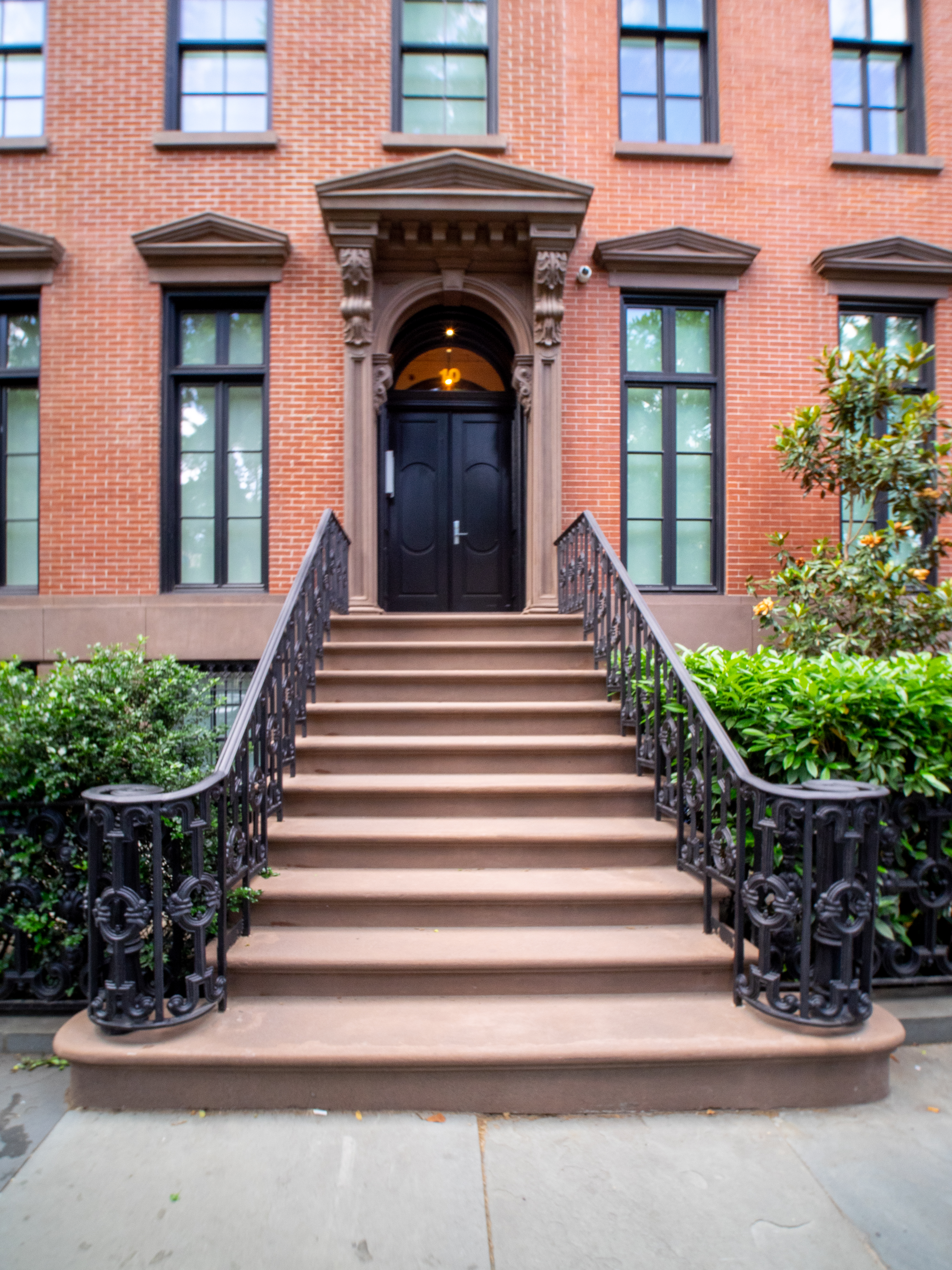
A residência brownstone usada em The Cosby Show

### Música tema e sequência de abertura
A música tema do programa, intitulada "Kiss Me", foi composta por Stu Gardner e Bill Cosby. Durante a exibição da série, foram utilizadas sete versões diferentes desta música tema, tornando-a uma das poucas séries de televisão a empregar múltiplas versões da mesma canção ao longo de sua duração. Na quarta temporada, a música tema foi interpretada pelo renomado músico Bobby McFerrin.
Devido a complicações legais relacionadas ao mural de fundo, a abertura da sétima temporada, filmada em 17 de agosto de 1990, nos Estúdios Kaufman Astoria em Nova York, foi substituída pela abertura da temporada anterior. No entanto, a abertura original da sétima temporada, com pequenas modificações, voltou a ser utilizada no início da oitava temporada.[carece de fontes?]

## Recepção e legado
A representação de uma família negra bem-sucedida e estável na série foi amplamente elogiada por alguns críticos, por quebrar estereótipos raciais e por mostrar outra faceta da experiência afro-americana.